# 小行星8490
小行星8490（英語：8490）是一颗围绕太阳公转的小行星。1989年10月4日，水野義兼、古田俊正在可儿市发现了此天体。
这颗小行星的绝对星等为231.1504131968499等。